# Puente Dos Hermanos
El histórico Puente Dos Hermanos, designado con el puente número 1750 por la Autoridad de Carreteras (ACT), es un puente tipo monumental ubicado en el punto más occidental de Condado, por la cual cruza la Laguna del Condado (de este a oeste), donde termina la Avenida Ashford y comienza el San Juan Antiguo.

## Historia
En 1906 llegan a la isla desde St Thomas, Islas Vírgenes, los hermanos Hernan y Sosthenes Behn. En 1908 los hermanos Behn, los fundadores de la Porto Rico Telephone Company, decidieron urbanizar una finca de 150 cuerdas del condado de  Santurce, ubicada al norte y este de la laguna que heredaron de su padrastro, un acaudalado señor de apellido Luchetti. Así, en 1908 empezó el desarrollo urbano de El Condado.
Para ayudar en el proceso de urbanización, los hermanos Behn construyeron una nueva calzada con puentes permanentes para reemplazar la antigua calzada de piedras y madera que unía el sector con la Isleta de San Juan. Ese nuevo puente el pueblo inmediatamente lo llamó puente de Dos Hermanos.
Esta ampliación de la ciudad en torno a una nueva ruta del tranvía de San Juan inició una expansión suburbana diferente a la que se había dado a lo largo de la carretera central (Avenida Ponce de León) entre San Juan y Río Piedras décadas antes. Condado se convierte a un típico streetcar suburb, cuyo crecimiento y desarrollo fue moldeado fuertemente por el uso de esta línea tranviaria como medio primario de transporte.

## Reinauguración Puente Dos Hermanos
El 4 de julio de 2016, la construcción de una nueva estructura del Puente Dos Hermanos, que comenzó en el 1999 y tuvo que ser detenida por carecer de los permisos requeridos para impactar el área marítima donde se encuentra, fue reinaugurado. Aunque se trata de un proyecto moderno, donde se utilizó la tecnología más avanzada y los últimos códigos de construcción,  el puente mantiene su carácter  histórico. La obra consta de cuatro carriles para autos, uno para bicicletas, y dos aceras. El puente cuenta con diseño de iluminación arquitectónica.